# Nathamuni
Nathamuni – wisznuicki święty, pierwszy aćarja ruchu śriwajsznawa, poeta i uznany muzyk. Wprowadził pieśni Alwarów do kultu w świątyni Śrirangam. Zebrał dzieła alwarów w jedną całość. 